# سفصف
سفصف (به عربی: الصفصاف) یک منطقهٔ مسکونی در لیبی است که در استان جبل‌الاخضر واقع شده‌است.